# Phnum Prœk
Phnum Prœk – dystrykt (srŏk) w zachodniej Kambodży, w prowincji Bătdâmbâng. Stanowi jeden z 13 dystryktów tworzących prowincję. W 1998 roku zamieszkiwany przez 15 355 mieszkańców.

## Podział administracyjny
W skład dystryktu wchodzi 10 gmin (khum):
- Phnum Prœk
- Pech Chenda
- Chakrei
- Barang Thleak
- Ou Rumduol

## Kody
- kod HASC[2] (Hierarchical administrative subdivision codes) – KH.BA.PP
- kod NIS[2] (National Institute of Statistics district code) – 0211